# International Catch Wrestling Alliance
L'International Catch Wrestling Alliance (ICWA) est une promotion européenne de catch basée à Laventie dans le Pas-de-Calais (France). Entre avril 2008 et octobre 2012, elle est officiellement reconnue par la National Wrestling Alliance et détient plusieurs de ses championnats européens.

## Histoire
Fondée en 2002 par Pierre « Booster » Fontaine et Christophe Agius, l'ICWA compte, à l'origine, un titre majeur, deux titres secondaires masculins, un titre féminin et un titre par équipe ; dont la plupart sont attribués entre décembre 2004 et mai 2005.
Le 20 décembre 2008, à l'occasion de Revolution V, l'ICWA et la NWA annoncent leur association et plusieurs des titres de la promotion sont rebaptisés et désormais officiellement reconnus sur le plan international. Ainsi, l'ICWA détient le championnat de France NWA et les championnats européens poids-lourds, féminin et par équipe.
En juin 2009, l'ICWA participe au festival de musique metal Hellfest et y organise un tournoi qui officialise la nouvelle branche « hardcore » de la promotion, avec notamment l'introduction d'un nouveau titre : l'ICWA-XTC eXTremeCatch Championship.
À partir de cette même année, la fédération est apparue plusieurs fois à la télévision, par le biais de galas, ou de programmes dérivés comme "Catch moi si tu peux", un notamment sur Canal + et France 3,,. Elle effectue également régulièrement des spectacles lors de la Japan Expo à Villepinte, en banlieue parisienne.
A l'orée de l'année 2015, la fédération est menacée de fermeture, causée par une baisse de fréquentation lors des stages de formation de l'INFC. Seulement 4 shows de catchs furent organisés cette année-là. Toutefois, la fédération perdure et annonce pour le mois de mai 2016 le retour de son plus grand show annuel Revolution 8 à Maubeuge.
Lors de Revolution X, un match opposa Cormac Hamilton, actuel champion de France de l'ICWA à Jimmy Gavroche, champion de l'IPWF pour l'unification des deux titres. Cormac Hamilton remporta le match, pendant sa célébration, Booster arriva sur le ring pour annoncer au public de La Luna de Maubeuge une grande nouvelle, l'ICWA et six autres promotions (APC, Ouest Catch, TPW, ABCA, FRPW et IPWF) reconnaissent Cormac Hamilton comme le champion unifié de France et chaque fédération promet que chaque année, au moins une défense de ce titre unifié se déroulera. Cependant, cette unification prend fin le 18 décembre 2018 et le titre n'est désormais reconnu plus qu'à l'ICWA.

## Institut National de Formation au Catch
L'ICWA possède sa propre école de catch : l'Institut National de Formation au Catch (INFC). Basé à Béthune, l'INFC forme hommes et femmes aux métiers liés au catch au travers de différentes formules de formation (du stage d’initiation ouvert au plus de 15 ans à la formation continue réservée aux majeurs).
En juillet 2012, l'un des élèves issus de l'INFC, Lucas Di Léo, signe un contrat de développement à la WWE et rejoint le programme NXT. L'école en profite alors pour prouver son sérieux et se décrit désormais comme l' « usine à catch ».
En 2016, l'INFC ferme ses portes pour rouvrir à Cluses dans le Pulse Factory de cette même ville.
En février 2018, le Youtuber Tibo Inshape tourne une vidéo où il s'entraine et réalise une interview de Clément Petiot.

## Style de lutte
Loin du catch « à la française », l'ICWA propose des combats plus proches du style américain, un style amené en France par Booster lui-même[non neutre][réf. nécessaire] après avoir été formé par Édouard Carpentier à Montréal.

## Championnats actuels
| Championnats                                                                       | Champion(s)                                 | Ancien(s) champion(s) | Date du changement                      |
| ---------------------------------------------------------------------------------- | ------------------------------------------- | --------------------- | --------------------------------------- |
| ICWA Heavyweight Championship (Championnat poids-lourd de l'ICWA)                  | Mike D Vecchio                              | Tristan Archer        | 18 mai 2019 (Revolution 11)             |
| ICWA France Heavyweight Championship (Championnat poids-lourd de France de l'ICWA) | Pierre Booster Fontaine                     | Mike D Vecchio        | 23 novembre 2019, ICWA (à Handicatch 4) |
| ICWA European Tag Team Championship (Championnat européen par équipe de l'ICWA)    | Montero'Salem (Thiago Montero & Rick Salem) | Vacant                | 18 mai 2019 (Révolution 11)             |
| ICWA European Women's Championship (Championnat européen féminin de l'ICWA)        | Kira Chimera                                | Camille Grignon       | 23 novembre 2019 (Handicatch 4)         |
| ICWA eXTreme Catch Championship                                                    | Ultima Sombra                               | MBM                   | 6 juillet 2019 (Japan Expo)             |
| Horloge du Temps (Match de l'Echelle du Temps)                                     | MBM                                         | Jack Spayne           | 26 mai 2018 (Revolution 10)             |

### Anciens Championnats
| Championnats                           | Dernier Champion(s) | Date         |
| -------------------------------------- | ------------------- | ------------ |
| ICWA European Heavyweight Championship | Eric Schwarz        | octobre 2012 |